# 仏師川村
仏師川村（ぶしがわむら）は、かつて岐阜県海津郡に存在した村である。
現在の海津市平田町仏師川に該当する。
村名は、三つの村が合併したことに由来する。
仏師川村が成立した際は安八郡の村であったが、郡制施行後、海津郡の村となっている。

## 歴史
- 1875年（明治8年） - 仏師川村と仏師川新田が合併し、仏師川村となる。
- 1889年（明治22年）7月1日 - 町村制により仏師川村が発足。
- 1897年（明治30年）4月1日[2] - 郡制に基づき、下石津郡、海西郡と仏師川村を含む安八郡の一部[3]が合併し、海津郡になる。
- 1897年（明治30年）4月1日 - 今尾町、高田村、三郷村、平原村、土倉村、脇野村、西島村と合併し、改めて今尾町が発足。同日仏師川村廃止。